# An Ancient Muse
An Ancient Muse – studyjny album Loreeny McKennitt z 2006, nagrany w Real World Studios w Anglii. Jak mówi sama Loreena, album jest kolejnym krokiem w jej odkrywaniu Celtów. Muzyka i słowa zostały napisane przez Loreenę, jedynie w utworze "The English Ladye and the Knight" słowa są autorstwa Sir Waltera Scotta i pochodzą z jego poematu It was an English Ladye Bright z 1805 roku.

## Lista utworów
1. "Incantation" – 2:35
2. "The Gates of Istanbul" – 6:59
3. "Caravanserai" – 7:36
4. "The English Ladye and the Knight"– 6:49
5. "Kecharitomene" – 6:34
6. "Penelope's Song" – 4:21
7. "Sacred Shabbat" – 3:59
8. "Beneath a Phrygian Sky" – 9:32
9. "Never-ending Road (Amhrán Duit)" – 5:54